# Abdij van Cîteaux

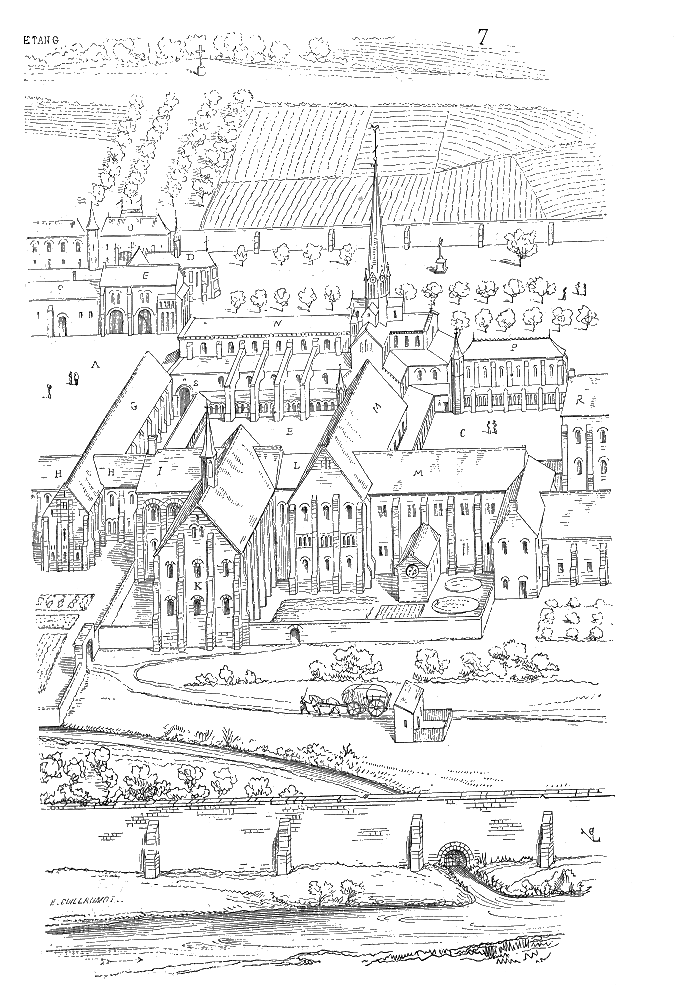
Antieke houtsnede van de abdij

De Abdij van Cîteaux is een abdij in Saint-Nicolas-lès-Cîteaux (departement Côte-d'Or), ten zuiden van Dijon in Frankrijk. Ze behoort thans tot de orde van de cisterciënzers van de strikte observantie (trappisten). Er wonen ongeveer 35 monniken in de abdij. Tot de Franse Revolutie was deze abdij het moederhuis van de cisterciënzerorde. De naam cisterciënzers is dan ook afgeleid van de Latijnse naam van Cîteaux: Cistercium.

## Geschiedenis
De abdij werd in 1098 gesticht door de heilige Robert van Molesme, die met een groep monniken de Abdij van Molesme (gesticht in 1075 vanuit de Abdij van Saint-Michel uit Tonnerre, die weer gesticht werd in 898) verliet om God te zoeken in een grotere eenzaamheid en armoede. Zij vestigden zich op een open plek in het bos van Cîteaux. De beginperiode van het nieuwe klooster was moeilijk door de grote armoede en een geringe aanwas. De eerste vestigingsplaats werd al spoedig verlaten, omdat er geen stromend water voorhanden was. Robertus werd de eerste abt. De monniken leefden naar de Regula Benedicti, de kloosterregel van Benedictus van Nursia.
Toen Robertus naar Molesme werd teruggeroepen, volgde Albericus hem op. Vroeger werd aan hem de introductie van de lekenbroeders bij de cisterciënzers toegeschreven. In 1108 werd de Engelsman Stephen Harding abt van Cîteaux. Aan hem kan de Carta Caritatis worden toegeschreven.
In 1113 kwam de eerste stichting La Ferté tot stand en in hetzelfde jaar trad de heilige Bernardus in. De stichtingen volgden elkaar nu snel op: Pontigny (1114), Morimond en Clairvaux (1115). Van de laatstgenoemde abdij werd Bernardus de eerste abt. Zijn invloed in de cisterciënzerorde en daarbuiten was erg groot. Hij wordt beschouwd als de belangrijkste persoon uit de orde. Hij benadrukte de strikte naleving de regel van Benedictus.
De bouw van de grote abdijkerk van Cîteaux startte rond 1140. De kerk werd voltooid in 1193. De hertogen van Bourgondië zouden er begraven worden.
De invloed van de cisterciënzerorde groeide, mede dankzij Sint Bernard. In het begin van de 13e eeuw had de orde meer dan 500 kloosters. Cîteaux had toen honderden monniken en lekenbroeders en was een belangrijk centrum van het christendom. In 1244 bezocht koning Lodewijk IX de abdij samen met zijn moeder Blanca van Castilië.
In deze eeuw begon de bouw van het grote klooster, dat in de Honderdjarige Oorlog enkele malen werd geplunderd, namelijk in 1360, 1365, 1434 en 1438. In 1361 werd Filips van Rouvres, de laatste hertog van Bourgondië van het huis van de Capetingen hier begraven.
In het begin van de 16e eeuw was de abdij een sterke gemeenschap van ongeveer 200 mensen. De abdij werd hevig getroffen in de Franse godsdienstoorlogen. Geleidelijk aan ging de abdij achteruit. In 1698 waren er nog maar 72 monniken in de abdij, verdeeld in 'abstinenten' en 'verzachten'. De abtszetel werd een politieke twistappel. Kardinaal de Richelieu was zeven jaar abt zonder ooit een bevestiging van Rome te krijgen.
Cîteaux sloot zich niet aan bij de hervorming van La Trappe, maar voerde zelf een gematigde hervorming in. In 1772 werd het huidige abdijgebouw voltooid. Tijdens de Franse Revolutie werd het ingenomen en verkocht aan speculanten die het afbraken om de stenen apart te verkopen. In 1898 werden de overblijfselen van de abdij teruggekocht en bevolkt met monniken uit verscheidene kloosters. In 1998 werd het negende eeuwfeest van de stichting gevierd in de herbouwde abdijkerk.

## De abdij tegenwoordig
De monniken blijven trouw aan de traditie van handwerk. Ze verkopen hun producten, zoals de bekende Cîteaux-kaas, honing en karamels, aan het publiek. De huidige abt is Dom Olivier Quenardel.